# Železniční viadukt v Podbabě
Železniční viadukt v Podbabě je železniční most na trati Praha–Děčín, který překračuje vyústění Šáreckého potoka a ulici V Podbabě na hranici pražských čtvrtí Dejvice a Sedlec, severně od staré zrušené zastávky Praha-Podbaba z roku 1867. Od roku 2002 je chráněn jako nemovitá kulturní památka České republiky.

## Historie
Viadukt pochází z roku 1850. Jeho svršek byl upraven v roce 2003.

## Popis
Viadukt je tvořen třemi poli s oblouky, které jsou odděleny dvěma výrazně vystupujícími hranolovými pilíři. Jediný široký segmentový mostní oblouk je ve středním delším poli nad potokem, v bočních polích jsou dvojice půlkruhově zaklenutých oblouků průchodů. Lícové části pilířů, soklové části bočních průchodů a čelní oblouky jsou provedeny z lícovaných kvádrů a klenáků, ostatní zdivo je řádkové, spárované. Valené klenby středního i bočních oblouků jsou z řádkovaného kamenného zdiva. Klenba u jižního krajního oblouku je nasazena přímo na skálu. Na tento oblouk navazuje schodiště, které vedlo k bývalé železniční zastávce.

## Další informace
Na viaduktu jsou umístěny tři pamětní desky, které upomínají na povodně v letech 1890, 1896 a 2002.